# 6031 Ryokan
6031 Ryokan (1982 BQ4) là một tiểu hành tinh vành đai chính được phát hiện ngày 26 tháng 1 năm 1982 bởi Kosai và Hurukawa ở Đài thiên văn Kiso.